# باستارد!!
باستارد!! (بالإنجليزية: Bastard!!)‏ هي سلسلة مانغا يابانية من تأليف كازوتشي هاجيوارا نشرت في مجلة شونن جمب الأسبوعية في الفترة من 1988 حتى 2010.